# Ротонда в Херсонесе
Херсонесская ротонда (375—602 гг. н. э.) — один из старейших памятников византийской архитектуры и раннехристианского строительства в Крыму.
Самые старые церкви города имели в плане равносторонний крест. Подобного типа были округлые строения, так называемые ротонды. Одна из старейших ротонд Корсуня построенная перед 602 г. н. э. Этот памятник не имеет себе равных во всей центральной и западной Европе.
Считается[кем?], что именно в этой ротонде крестился киевский князь Владимир.

## Исследования ротонды
Ротонду открыли впервые в 1877 году при содействии Одесского общества истории и древностей. Находится она возле большой базилики 6-8 столетий. Исследованием самой большой базилики в Херсонесе занимался Уваров, поэтому в литературе она известна под названием Уваровская базилика. Первые исследования ротонды провел военный инженер, А. Л. Бертье-Делагард. В 1901 году ротонду исследовал Карл Косцюшко-Валюжинич. Во время раскопок в 1901 года в водосточной трубе из бассейна были найдены византийские монеты, из которых самая старая была Валентиниана I (364—375) г. н. э. и последняя Маврикия Тиберия 584 — 602 г. н. э, с именем Херсона и буквой К. Как известно в старохристиянские времена был обычай крестить взрослых людей. Во время крещения бросали на счастье монеты, которые попали и в трубу. Английский исследователь Причерноморья — Э. Минис датирует время постройки ротонды 600 г. н. э.

## План ротонды
Как свидетельствует план, составленный Бертье-Делагардом, строение имело округлую форму, с четырьмя ветвями на четыре стороны света, что образовывали равносторонний крест. Посредине ротонды был выбит в скале округлый бассейн-купель (0,82 м глубины, диаметром 2,85 м) с выбитым на дне крестом с расширенными концами. С восточной стороны для спуска в бассейн находилась ступеньки. Крест в бассейне был выложен мраморными плитами, а поверх самого бассейна была выровнена кирпичом выложенным на цементе. На основе этих данных археологи сделали вывод, что это была крестильня (баптистерий) возле главной церкви Корсуня. Три ветви креста заканчивались апсидами, а западная часть была прямоугольной. Северное и южное плечо (меньше по размерам) были трехгранными, а восточное пятигранным. Ротонда была перекрыта сферическим покрытием, а апсиды полусферическим перекрытием. В ротонду заходили через четверо дверей, основным был вход через западные двери, в которых был сохранен порог. Мозаика ротонды была сложена из смальтовых кубиков зелёного, жёлтого, красного, темно-коричневого цвета предположительно на синем фоне, встречались также позолоченные и посеребрённые кубики. Были найдены также каменные кубики жёлтого, оранжевого, розового и белого цветов. С восточной стороны на нач. 20 в. хранились ещё фрески. С западной стороны при входных дверях был небольшой притвор.
В конце 19 в. Корсунская ротонда хранила стены ещё до высоты окон, а восточная стена с алтарем была высотой до 4 м и имела три сохраненных окна с тремя луками (арками), обложенных кирпичом. Размер строения был достаточно большим (14,5 на 13). Ротонда была построена из камня и кирпича, что свидетельствовало о византийском способе строительства. Кирпич был плоским, почти квадратным, по мнению Бертье-Делагарда меньше похож на византийский и более похож на равенский и римский. Стены были обложены мраморными плитами с остатками мозаики и фресок. Полы были выложены разноцветными плитами. Над апсидами было видно остатки свода.
Данное строение было полностью разрушено во время постройки церкви св. Владимира. В это время были разобраны и другие старохристианские святыни. Из материала важных для исследователей старохристианских церквей была построена новая церковь псевдовизантийского стиля. Бертье-Делагард доказывал, что именно в этой ротонде крестился князь Владимир и именно её уничтожили российские архитекторы для постройки собора.